# 윌리엄 니컬슨
윌리엄 니컬슨(영어: William Nicholson, OBE, 1948년 1월 12일 ~ )은 영국의 소설가, 각본가, 극작가이다. 《글래디에이터》(2000), 《레미제라블》(2012), 《에베레스트》(2015) 등의 영화 각본을 썼고 아카데미상 후보에 두 번 지명되었다.

## 약력
1948년생으로 이스트서식스주와 글로스터셔주에서 성장했다. 케임브리지 대학교를 졸업 후, BBC에 입사해 다큐멘터리 영화를 제작하다 텔레비전 드라마 극본도 쓰게 되었다. 참고로 이때 그가 대본을 쓴 연극 《섀도랜드》는 이후 리처드 애튼버러 연출, 앤서니 홉킨스 주연으로 영화화되어 1993년 아카데미 각색상 후보에 올랐다.
2000년대 이후로는 청소년을 위한 소설도 쓰기 시작했으며 대표적으로 《불 붙은 바람》(Wind On Fire), 《고귀한 전사들》(The Noble Warriors) 삼부작이 있다.

## 영화 연출작 목록
| 연도 | 제목                            | 원제                          | 감독                  | 비고 |
| ---- | ------------------------------- | ----------------------------- | --------------------- | ---- |
| 1993 | 섀도랜드                        | Shadowlands                   | 리처드 애튼버러       |      |
| 1994 | 넬                              | Nell                          | 마이클 앱티드         |      |
| 1995 | 카멜롯의 전설                   | First Knight                  | 제리 저커             |      |
| 1999 | 그레이 올                       | Grey Owl                      | 리처드 애튼버러       |      |
| 2000 | 글래디에이터                    | Gladiator                     | 리들리 스콧           |      |
| 2007 | 골든 에이지                     | Elizabeth: The Golden Age     | 셰카르 카푸르         |      |
| 2012 | 레 미제라블                     | Les Miserables                | 톰 후퍼               |      |
| 2013 | 만델라: 자유를 향한 머나먼 여정 | Mandela: Long Walk to Freedom | 저스틴 채드윅         |      |
| 2014 | 언브로큰                        | Unbroken                      | 안젤리나 졸리         |      |
| 2015 | 에베레스트                      | Everest                       | 발타사르 코르마우퀴르 |      |

## 서훈
- 2015년 대영 제국 훈장 4등급(OBE) 수훈[1]